# Schuppan 962CR
Der Schuppan 962CR ist ein straßenzugelassener Supersportwagen auf Basis des Rennwagens Porsche 962, von dem allerdings nur der Motor weitgehend unverändert übernommen wurde. Das Projekt wurde von einer Werkstatt im englischen High Wycombe (Modena Wycombe Ltd. oder Team Modena), einem japanischen Autohaus und dem australischen Rennfahrer Vern Schuppan umgesetzt, der 1983 mit einem Porsche 956 C die 24 Stunden von Le Mans gewinnen konnte und anschließend erfolgreich in einer japanischen Meisterschaft fuhr. Von dem außergewöhnlichen Fahrzeug wurden nur sechs Exemplare gebaut, wobei der Listenpreis 1,5 Millionen US-Dollar betrug. Andere Quellen sprechen sogar von 2,5 Millionen US-Dollar, was dieses Fahrzeug zu einem der teuersten Neuwagen seiner Zeit gemacht hätte.
Nachdem die Zahlungen für zwei nach Japan gelieferte Wagen ausgeblieben waren und die Gesamtkosten des Projekts die Erlöse überschritten, musste Schuppan Konkurs anmelden. Der „962CR“ blieb das einzige von ihm entworfene Auto.